# Kulcs
Kulcs è un comune dell'Ungheria di 2.009 abitanti (dati 2001). È situato nella contea di Fejér.